# Carlos Fredi
Carlos Fredi (Las Rosas, Argentina; 1945) es un cantante de música folclórica de Argentina, con registro de segundo tenor barítono. Entre 1970 y 1979 integró el grupo Contracanto en el exilio en España. En 1980 ingresó al grupo Los Trovadores y se retiró en 1992, grabando en ese período cinco álbumes con el grupo.

## Trayectoria
Entre 1965 a 1969 integró Las voces del Yaraví, con Walter Ojeda y Juan Carlos Ferrero, este último luego reemplazado por Héctor "Tito" Muya, con el que obtuvo un considerable reconocimiento como músico profesional, (no hay registro discográfico). En la década de 1970 se radicó en Rosario (Santa Fe), relacionándose con  Luis "Chango" Naon, quien lo convocó a integrar el grupo Contracanto, con el que permaneció en España cuatro años, exiliados debido a las amenazas recibidas durante el dictadura militar instalada en 1976,año en que deben partir.
El 15 de diciembre de 1979 regresó a la Argentina y se integró a Los Trovadores en enero de 1980. Los Trovadores son uno de los grupos que se destacaron por influir profundamente en la renovación de la Historia de la música folclórica de Argentina durante la década de 1960, consagrándose en el Festival de Cosquín en 1963.
Carlos Fredi se integró al grupo en momentos en que se retiraba "Pancho" Romero, una de las voces emblemáticas de Los Trovadores. Se trató de un momento de cambio radical del grupo, profundizado con el retiro del otro tenor histórico, Carlos Pino, en 1982.
Apareció entonces un nuevo quinteto formado por "Quito" Figueroa, Ramón "Chiquito" Catramboni, Miguel Ángel Aguirre (luego reemplazado por Poppy Scalisi), Enzo Giraudo y Carlos Fredi. En esta etapa el grupo cambió el cancionero incorporando temas vinculados el contenido de recuperación de la democracia y a formas renovadas de la interpretación del folklore. Graban los álbumes Todavía cantamos (1982), Imagínalo (1983), Pequeñas historias (1985) y José Pedroni (1989), este último musicalizando poemas del poeta argentino José Pedroni, y la participación de Antonio Tarragó Ros, Carlos Carella, Enrique Llopis y Silvina Garré.
Se retiró del grupo en 1992 y retornó a Rosario, donde se dedicó a la difusión de la música folklórica por los medios de comunicación. En 2008 volvió a su ciudad de crianza (El Trébol (Santa Fe) para radicarse.

## Obra

### Álbumes

#### Con Cntracanto
- "Corazón del país", Qualiton, 1973
- "Homenaje", Qualiton, 1973
- "El Cristo Americano", sello independiente,1975
- "Contracanto", Movieplay, 1977 (Madrid España)
- "Yo te Nombro", Movieplay, 1978 (Madrid España)

#### Con Los Trovadores
1. Canciones, CBS, 1980
2. Todavía cantamos, CBS, 1982
3. Imagínalo, CBS, 1983
4. Pequeñas historias, CBS, 1985
5. José Pedroni, Redondel, 1989